# SN 2001ct
SN 2001ct – supernowa typu II? odkryta 20 maja 2001 roku w galaktyce A132444+2715. W momencie odkrycia miała maksymalną jasność 23,40m.